# Culicoides hoffmani
Culicoides hoffmani är en tvåvingeart som beskrevs av Fox 1946. Culicoides hoffmani ingår i släktet Culicoides och familjen svidknott. Inga underarter finns listade i Catalogue of Life.